# Мумия
Вижте пояснителната страница за други значения на Мумия.
Мумия е добре съхранено мъртво човешко тяло, независимо от това дали запазеното му състояние е резултат от естествени процеси или изкуствена обработка.

## Технология
Процесът на превръщането с времето на труп в мумия се нарича мумифициране (или мумификация) и продължавало 70 дена.
В естествено състояние мумификация на труповете се получава, когато са погребани в условия, забавящи разлагането на тъканите. Такива могат да бъдат изключително ниската влажност (при погребение в пустинен пясък), излагане на химически вещества, променящи структурата на тъканите (например при т.нар. „торфени мумии“ – тела, попаднали в торфени блата), ниска концентрация на кислород и/или ниски температури (при погребения на голяма надморска височина).
Опитите за запазване на човешкото тяло след смъртта чрез изкуствена обработка са характерни за много култури и най-често са свързани с религиозни причини. Вероятно най-известни в тази област са древните египтяни и мумиите на техните фараони, въпреки че те са само малка част от всички древноегипетски мумии.
Древните египтяни вярвали в живота след смъртта, както и в това, че човек има душа и тяло, които трябва да се обединят, за да може той да премине в отвъдното. Затова и телата на мъртвите били запазвани като мумии.

## История
Култури, които са практикували мумифицирането на телата на мъртвите, съществуват по целия свят. Най-известните от тях са мумиите на Древен Египет. Там мумифицирането било толкова широко разпространено, че балсаматорите запазвали всичко – от котка, през селянин до фараон. Но те не били първите им създатели.
Първите създатели на мумии в света са племето Чинчоро. Населявали са северното крайбрежие на Чили в праисторически времена, още преди създаването на писмеността. Най-старите мумии в света открити там са на 7000 години, приблизително 5000 г. пр. Хр. През 1983 г. група работници попада на отдавна забравено гробище, в което откриват общо 96 мумии.
Чинчоро се отличават с уникален начин за правене на мумии. Те правели напречен разрен на тялото, от където изваждали всички вътрешности включително и мозъка, отстранявали плътта, но запазвали кожата. След което отново запазвали формата на тялото. Използвали пръчки за подсилване на гръбнака, ръцете и краката, а върху костите извайвали с глина цялото тяло, след което го връзвали с тръстика. След като се запазват основните контури на тялото, опъват отгоре истинската кожа на човека, а ако не достигала използвали такава от морски лъвове.
После покривали тялото с тънка паста от пепел. Много от мумиите имат глинени маски с подробно изписани черти на лицето. Други имат глинени шлемове или перуки от човешка коса.

#### Медицински канибализъм и консумация на мумии в Европа
През XI–XIX век в Европа съществувала практика за използване на части от човешки тела, включително египетски мумии, като лечебно средство – явление, известно като медицински канибализъм. Произходът на тази мода се свързва с грешен превод на персийската дума mumia, обозначаваща природен битум, използван в медицината. Поради сходството с думата „мумия“ западноевропейците започнали да вярват, че лечебното вещество се добива от балсамирани тела. В резултат мумии били смилани и продавани като лек срещу различни заболявания, а търсенето довело и до производство на „фалшиви мумии“ от наскоро починали хора. Известни личности, сред които вероятно и крал Чарлз II, също употребявали подобни препарати. Макар скептицизмът да нараствал с времето, търговията и употребата на мумии продължили до края на XIX век, паралелно с разцвета на египтоманията във Викторианска Англия.